# Liste des monuments historiques de Bergheim
Ce tableau présente la liste de tous les monuments historiques de Bergheim (Haut-Rhin), classés ou inscrits.

## Monuments historiques
Selon la base Mérimée, il y a 15 monuments historiques à Bergheim, inscrits ou classés.
| Monument | Adresse                               | Coordonnées                      | Notice         | Protection | Date | Illustration |
| --- | ------------------------------------- | -------------------------------- | -------------- | ---------- | ---- | --- |
| Château de Reichenberg façades, toitures, basse-cour avec corps d'entrée, fossés, murs de fausses-braies, maison en pan-de-bois    | Beim Schloss 4, route de Thannenkirch | 48° 12′ 52″ nord, 7° 20′ 15″ est | « PA00135156 » | Inscrit    | 1995 | Château de Reichenbergfaçades, toitures, basse-cour avec corps d'entrée, fossés, murs de fausses-braies, maison en pan-de-bois |
| Le Tempelhof (ancienne commanderie des Templiers) façades, toiture avec charpente, dispositions et éléments de décor anciens, cave | Tempelhof 1, route de Thannenkirch    | 48° 12′ 33″ nord, 7° 20′ 41″ est | « PA68000027 » | Inscrit    | 2000 | Image manquante Téléverser |
| Cour des Dîmes portail, porte d'entrée                                                                                             | 57, rue des Vignerons                 | 48° 12′ 17″ nord, 7° 21′ 39″ est | « PA00085340 » | Inscrit    | 1947 | Cour des Dîmesportail, porte d'entrée                                                                                          |
| Église de l'Assomption-de-la-Bienheureuse-Vierge-Marie église (sauf sacristie sud)                                                 | Place de l'Église                     | 48° 12′ 18″ nord, 7° 21′ 53″ est | « PA00085341 » | Inscrit    | 1985 | Église de l'Assomption-de-la-Bienheureuse-Vierge-Marieéglise (sauf sacristie sud)                                              |
| Fontaine fontaine | Place du Docteur-Pierre-Walter        | 48° 12′ 21″ nord, 7° 21′ 41″ est | « PA00085342 » | Inscrit    | 1929 | Fontainefontaine |
| Fortifications remparts, porte, neuf tours                                                                                         |                                       | 48° 12′ 21″ nord, 7° 21′ 32″ est | « PA00085343 » | Classé     | 1948 | Fortificationsremparts, porte, neuf tours                                                                                      |
| Hôtel de ville façade, toiture | 3, place du Docteur-Pierre-Walter     | 48° 12′ 21″ nord, 7° 21′ 43″ est | « PA00085344 » | Inscrit    | 1929 | Hôtel de villefaçade, toiture                                                                                                  |
| Immeuble façades, toitures | 8, place du Docteur-Pierre-Walter     | 48° 12′ 22″ nord, 7° 21′ 42″ est | « PA00085345 » | Inscrit    | 1947 | Immeublefaçades, toitures |
| Maison façades sur rue et sur cour                                                                                                 | 6, place du Docteur-Pierre-Walter     | 48° 12′ 22″ nord, 7° 21′ 42″ est | « PA00085349 » | Inscrit    | 1929 | Maisonfaçades sur rue et sur cour                                                                                              |
| Maison façades, toiture | 2, rue du Haut-Koenigsbourg           | 48° 12′ 21″ nord, 7° 21′ 38″ est | « PA00085347 » | Inscrit    | 1929 | Maisonfaçades, toiture |
| Maison façade, toiture | 4, rue du Haut-Koenigsbourg           | 48° 12′ 21″ nord, 7° 21′ 38″ est | « PA00085348 » | Inscrit    | 1929 | Maisonfaçade, toiture |
| Maison porte | 31, rue des Vignerons                 | 48° 12′ 17″ nord, 7° 21′ 46″ est | « PA00085350 » | Inscrit    | 1935 | Maisonporte |
| Maison baie à meneaux avec colonnette torse                                                                                        | 62, rue des Vignerons                 | 48° 12′ 17″ nord, 7° 21′ 34″ est | « PA68000028 » | Inscrit    | 2000 | Maisonbaie à meneaux avec colonnette torse                                                                                     |
| Maison d'école façade, toiture | 5, place de l'Église                  | 48° 12′ 17″ nord, 7° 21′ 52″ est | « PA00085346 » | Inscrit    | 1929 | Maison d'écolefaçade, toiture                                                                                                  |
| Synagogue synagogue | Rue des Juifs                         | 48° 12′ 23″ nord, 7° 21′ 45″ est | « PA00085757 » | Inscrit    | 1990 | Synagoguesynagogue |

## Mobiliers historiques
Selon la base Palissy, il y a 27 objets monuments historiques à Bergheim.
| Monument historique | Localisation                                                                   | Protection | Date de la protection | Référence            | Photo |
| --- | ------------------------------------------------------------------------------ | ---------- | --------------------- | -------------------- | ----- |
| autel-retable du Sacré-Cœur et deux tableaux : Sainte-Catherine d'Alexandrie et Jean Eudes et Marguerite Marie Alacoque           | église catholique de l'Assomption de la Bienheureuse Vierge Marie              | inscrit    | 1998                  | Notice no PM68001566 |       |
| autel-retable du Rosaire et deux tableaux : Vierge du Rosaire et Jean d'Autriche à la bataille de Lépante (?)                     | église catholique de l'Assomption de la Bienheureuse Vierge Marie              | inscrit    | 1998                  | Notice no PM68001565 |       |
| 22 porte-cierges de procession : série de porte-cierges de la confrérie du Rosaire                                                | église catholique de l'Assomption de la Bienheureuse Vierge Marie ; presbytère | inscrit    | 1998                  | Notice no PM68001294 |       |
| tableau : Les quatorze Intercesseurs                                                                                              | église catholique de l'Assomption de la Bienheureuse Vierge Marie              | inscrit    | 1998                  | Notice no PM68001293 |       |
| chaire à prêcher | église catholique de l'Assomption de la Bienheureuse Vierge Marie              | inscrit    | 1998                  | Notice no PM68001292 |       |
| statue de procession : Vierge de l'Immaculée Conception                                                                           | église catholique de l'Assomption de la Bienheureuse Vierge Marie              | inscrit    | 1998                  | Notice no PM68001291 |       |
| statue : Saint-Sébastien | église catholique de l'Assomption de la Bienheureuse Vierge Marie              | inscrit    | 1998                  | Notice no PM68001290 |       |
| statue : Christ en croix | église catholique de l'Assomption de la Bienheureuse Vierge Marie              | inscrit    | 1998                  | Notice no PM68001289 |       |
| statue : Christ gisant | église catholique de l'Assomption de la Bienheureuse Vierge Marie              | inscrit    | 1998                  | Notice no PM68001288 |       |
| ciboire | église catholique de l'Assomption de la Bienheureuse Vierge Marie              | inscrit    | 1998                  | Notice no PM68001287 |       |
| ostensoir | église catholique de l'Assomption de la Bienheureuse Vierge Marie              | inscrit    | 1998                  | Notice no PM68001286 |       |
| ostensoir | église catholique de l'Assomption de la Bienheureuse Vierge Marie              | inscrit    | 1998                  | Notice no PM68001285 |       |
| orgue de tribune : buffet d'orgue                                                                                                 | église catholique de l'Assomption de la Bienheureuse Vierge Marie              | inscrit    | 1998                  | Notice no PM68000874 |       |
| orgue de tribune | église catholique de l'Assomption de la Bienheureuse Vierge Marie              | inscrit    | 1998                  | Notice no PM68000873 |       |
| tableau : La Trinité avec la Vierge de l'Immaculée Conception, Saint-Pierre, Saint-Paul, les Pères de l'Église et tous les saints | église catholique de l'Assomption de la Bienheureuse Vierge Marie              | classé     | 1999                  | Notice no PM68000748 |       |
| tableau : L'Assomption de la Vierge, cadre                                                                                        | église catholique de l'Assomption de la Bienheureuse Vierge Marie              | classé     | 1999                  | Notice no PM68000747 |       |
| tableau de l'autel du Sacré-Cœur : Sainte-Catherine d'Alexandrie, Saint-Jean Eudes, Sainte-Marguerite-Marie Alacoque              | église catholique de l'Assomption de la Bienheureuse Vierge Marie              | classé     | 1999                  | Notice no PM68000746 |       |
| tableau de l'autel du Rosaire : La Vierge du Rosaire et Jean d'Autriche à la bataille de Lépante                                  | église catholique de l'Assomption de la Bienheureuse Vierge Marie              | classé     | 1999                  | Notice no PM68000745 |       |
| statue : Saint-Joachim | église catholique de l'Assomption de la Bienheureuse Vierge marie              | classé     | 1999                  | Notice no PM68000744 |       |
| groupe sculpté : Sainte-Anne et la Vierge enfant                                                                                  | église catholique de l'Assomption de la Bienheureuse Vierge Marie              | classé     | 1999                  | Notice no PM68000743 |       |
| calice | église paroissiale                                                             | classé     | 1977                  | Notice no PM68000015 |       |
| tableau : La lettre de l'absent                                                                                                   | hôtel de ville                                                                 | inscrit    | 1998                  | Notice no PM68001297 |       |
| tableau : Saint-Antoine | maison de retraite                                                             | inscrit    | 1998                  | Notice no PM68001284 |       |
| groupe sculpté : Vierge à l'Enfant dite Vierge du Tempelhof                                                                       | maison de retraite                                                             | classé     | 1999                  | Notice no PM68000758 |       |
| chemin de croix (14 stations) | presbytère                                                                     | inscrit    | 1998                  | Notice no PM68001296 |       |
| tableau : La Crucifixion | presbytère                                                                     | inscrit    | 1998                  | Notice no PM68001295 |       |
| tableau : Saint-François et le miracle des roses                                                                                  | presbytère catholique                                                          | classé     | 1999                  | Notice no PM68000749 |       |